# Nusantara Regas Satu
Nusantara Regas Satu – плавуча установка з регазифікації та зберігання зрідженого природного газу (Floating storage and regasification unit, FSRU), створена для норвезької компанії Golar.
Судно спорудили в 1977 році на норвезькій верфі компанії Rosenberg Mekaniske Verksted у Ставангері як танкер для перевезення зрідженого природного газу Khannur.
В 2011 році власник судна уклав контракт з PT Nusantara Regas – спільним підприємством індонезійської нафтогазової компанії Pertamina, яке мало опікуватись створенням та обслуговуванням терміналу для імпорту ЗПГ поблизу Джакарти. У Golar узяли на себе зобов’язання надати у фрахт на 11 років (із можливістю продовження) плавучу установку з регазифікації та зберігання ЗПГ. Вартість зазначеного фрахту становила біля 500 млн доларів США. Установку створили шляхом переобладнання Khannur, при цьому, враховуючи подальше місце служби, судно в 2012-му перейменували на Nusantara Regas Satu. Роботи з переобладнання провели на сінгапурській верфі Jurong Shipyard.
Розміщена на борту регазифікаційна установка має три лінії продуктивністю по 7,1 млн м3 на добу. Втім, одна з них є резервною, тому номінальна потужність з регазифікації визначена як 14,1 млн м3 на добу. Зберігання ЗПГ відбувається у резервуарах загальним об’ємом 125 000 м3.
В травні 2012-го Nusantara Regas Satu розпочала роботу на західнояванському терміналі.